# Pediobius erdoesi
Pediobius erdoesi är en stekelart som beskrevs av Pujade i Villar 1995. Pediobius erdoesi ingår i släktet Pediobius och familjen finglanssteklar.
Artens utbredningsområde är Italien. Inga underarter finns listade i Catalogue of Life.